# Старый Трамбаус
Старый Трамбаус или Нивхский Трамбаус — упразднённое село в Александровск-Сахалинском районе Сахалинской области России. На момент упразднения входило в состав Виахтинского сельсовета. Исключено из учётных данных в 1985 году.

## География
Село находилось на берегу Татарского пролива, между реками Трамбаус и Звездочка, на расстоянии приблизительно в 4 км (по прямой) к юго-востоку от села Трамбаус.

## История
Нивхское стойбище Трамбаус основано в 1886 году. По данным 1926 года стойбище Трамбаус состояло из 4 хозяйств крестьянского типа. В административном отношении входило в состав Хойского стойбищного общества Александровского района Сахалинского округа Дальневосточного края.
По данным на 1937 год стойбище нивхов — Трамбаус Малый входило в состав Хоэнского поссовета Александровского района.
Упразднено решением Сахалинского облисполкома от 24.07.1975 № 221.

## Население
| 1926 | 1937 |
| ---- | ---- |
| 14   | ↘4   |

По данным на 1926 год в национальном составе населения гиляки составляли 100 %.